# The Yardbirds
The Yardbirds va ser un grup de blues, rock psicodèlic, rhythm and blues britànic de mitjans de la dècada dels 60. Són una de les bandes de l'anomenada invasió britànica.
El seu estil va estar enfocat en una versió anglesa del que estaven fent els músics de blues nord-americans. La banda va treballar en col·laboració amb músics de blues com Sonny Boy Williamson. A part de la influència que va tenir en l'època, una de les raons per les quals més es recorda aquesta agrupació és perquè de les seves files van sortir 3 dels guitarristes més importants del rock anglès: Eric Clapton, Jeff Beck i Jimmy Page, tots ells dins els 5 primers llocs de la llista dels 100 millors guitarristes de la revista Rolling Stone.
Clapton va ser el primer d'aquests guitarristes que va formar part de la banda. Però sent en aquells temps un purista del blues, quan The Yardbirds va decidir orientar-se a un format més pop en la música, Clapton els abandonà. Posteriorment, arribarà a formar part de John Mayall's Bluesbreakers per un temps, i després Cream.
Quan The Yardbirds es dissol, Jimmy Page formava part de l'agrupació, i decideix reunir a una nova banda que en principi serien els "New Yardbirds", i amb el temps, aquesta nova banda s'anomenaria Led Zeppelin.
D'altra banda, Keith Relf, cantant dels Yardbirds (abans de la "nova versió" de Jimmy Page), formaria l'agrupació de folk-rock i rock progressiu anomenada Renaissance i posteriorment Armaggeddon.

## Discografia

### Àlbums
- Five Live Yardbirds - 1964.
- For Your Love - 1965.
- Having a Rave Up - 1965.
- The Yardbirds - 1966 (també conegut com a "Roger the Engineer")
- Little Games - 1967
- Live Yardbirds: Featuring Jimmy Page - 1971
- Blue Eyed Blues - 1972
- Birdland - 2003

### Singles
- I Wish You Would/ A Certain Girl - Columbia DB7283 1964
- Good Morning Little Schoolgirl/ I Ain't Got You - Columbia DB7391 1964 #44
- For Your Love/ Got To Hurry - Columbia DB7499 1965 #3
- Heart Full Of Soul/ Steeled Blues - Columbia DB7594 1965 #2
- Evil Hearted You/ Still I'm Sad - Columbia DB7706 1965 #3
- Shapes Of Things/ You're A Better Man Than I - Columbia DB7848 1966 #3
- Over Under Sideways Down/ Jeff's Boogie - Columbia DB7928 1966 #10
- Happenings Ten Years Time Ago / Psycho Daisies - Columbia DB8024 1966 #43
- Little Games/ Puzzles - Columbia DB8165 1967
- "Questa Volta"/"Paff...Bumm" (R International SI R20-010) Només a Itàlia